# Chenopodium virginicum
Chenopodium virginicum är en amarantväxtart som beskrevs av Carl von Linné. Chenopodium virginicum ingår i släktet ogräsmållor, och familjen amarantväxter. Inga underarter finns listade i Catalogue of Life.